# Кусюк Сергій Миколайович
Сергій Миколайович Кусюк, (*1 грудня 1966, село Мала Мочулка, Теплицький район, Вінницька область) — колишній полковник української міліції, заступник командира полку особливого призначення «Беркут». Відомий неодноразовою участю в керуванні протиправними силовими діями «Беркуту» (а також на чолі невідомих у цивільному одязі) — проти громадських акцій та представників ЗМІ.
За наказом Генеральної прокуратури України розшукується за звинуваченням у причетності до масових вбивств активістів у центрі Києва в лютому 2014
Після втечі до Росії — полковник російського ОМОНу Росгвардії РФ (2017).

## Сумнівна «правозахисна» діяльність
Полковник (трохи раніш підполковник) Кусюк Сергій Миколайович, заступник командира полку «Беркут», як в формі так і в цивільному одязі, найчастіше з офіцерів міліції з'являвся на різних громадських акціях на чолі спецпідрозділу «Беркут». Він керував зусиллями цих підрозділів по силовому розгону політичних та громадянських акцій. Представитися і показати посвідчення Кусюк відмовлявся. Тільки після офіційного запиту заступника голови партії «Демократичний альянс» Андрія Богдановича, Головне управління МВС по місту Києву назвало його ім'я.

## Напад на станції «Іподром»
В листопаді 2012 партія «Демократичний Альянс» проводила мирну акцію на відкритті станції метрополітену «Іподром». На підході до місця подій, на демонстрантів напали люди в цивільному, пошкодили майно та кільком учасникам нанесли тілесні ушкодження. Керував нападниками перевдягнений у цивільне працівник спецпідрозділу «Беркут», про що тоді написало видання «Лівий берег».
Керівником нападників виявився полковник Кусюк.

## Біля Київської держадміністрації, жовтень 2013
За даними з відеозапису, першим почав кидати димові шашки в натовп демонстрантів. Потім ці дії було приписано демонстрантам
За розгін Євромайдану у ніч на 30 листопада 2013 року «беркутівці» за проведену роботу від «невідомих» осіб отримали по $500.

## Керівництво штурмом Євромайдану у ніч з 10 на 11 грудня 2013 року
Керував штурмом Євромайдану у ніч з 10 на 11 грудня 2013 року зі сторони Європейської площі.

## Образ на відео та телебаченні
- Полковника Кусюка можна впізнати в останніх кадрах відомого відео-кліпу «Вітя, чао!», присвяченому президентству Януковича. Він незадоволено повертається спиною до тележурналістів та зникає в службовому мікроавтобусі[7].

## Після втечі до Росії
Під час розгону російським ОМОНом та масовими арештами мирних демострантів-учасників мітингу протесту та народних гулянь 12 червня 2017 у Москві, Кусюк був помічений серед учасників розгону та опізнаний телеоператорами російського телеканалу «Дождь». На ньому була форма російського ОМОНу та погони полковника. Новина була швидко поширена російськими та українськими ЗМІ.
Під час мирної акції за допуск незалежних кандидатів до виборів у Московську міську думу 3 серпня 2019 року керував розгоном демонстрантів. Постраждали як учасники акції, так і випадкові перехожі.

## Розслідування

#### Розпалювання національної ворожнечі та ненависті
У листопаді 2024 року суд виніс вирок Вадиму Колесніченку у справі про розпалювання національної ворожнечі. За даними слідства, у квітні 2010-го він в Українському домі у Києві організував виставку фото й документів під назвою «Волинська різня — польські та єврейські жертви ОУН-УПА» з метою розпалювання національної ворожнечі та ненависті. Коли відвідувачі виставки висловили невдоволення щодо правдивості даних, Колесніченко закликав правоохоронців застосувати проти них фізичне насильство. Мова йшла про колишнього голову Київської міліції Петра Федчука і заступника командира «Беркуту» Сергія Кусюка. Колесніченка, Кусюка та Федчука заочно засуджено до 5 років ув'язнення.

## Виноски
1. ↑  Іноді помилково «Сергій Косюк». Архів оригіналу за 8 грудня 2013. Процитовано 10 грудня 2013.
2. ↑  Еспресо TV: Генпрокуратура доручила МВС та СБУ за 10 діб затримати Януковича та ще 9 колишніх посадовців [Архівовано 18 травня 2015 у Wayback Machine.]
3. ↑  Громадське телебачення: Підозрюваний у злочинах на Майдані «екс-беркутівець» Кусюк розганяє мітинги у Москві [Архівовано 7 серпня 2017 у Wayback Machine.]
4. ↑  В сети появилось видео, ставящее под сомнение слова милиции о том, кто первым бросил дымовые шашки [Архівовано 7 грудня 2013 у Wayback Machine.] — Дзеркало тижня
5. ↑  За розгін Евромайдана бійці Беркута отримали 500 доларів — Gazeta.ua
6. ↑  Штурмом Євромайдану керує скандальний полковник Кусюк [Архівовано 14 грудня 2013 у Wayback Machine.] — ТСН
7. ↑  YouTube: Вітя, чао! [Архівовано 9 червня 2014 у Wayback Machine.]
8. ↑  Среди московских силовиков, разгонявших студентов, заметили экс-главу киевского "Беркута" (рос.). Архів оригіналу за 14 червня 2017. Процитовано 13 червня 2017.
9. ↑  Командир "Беркута" теперь разгоняет митинги в Москве. Архів оригіналу за 13 червня 2017. Процитовано 13 червня 2017.
10. ↑  Экс-глава киевского "Беркута" разгонял участников митинга на Тверской. Архів оригіналу за 13 червня 2017. Процитовано 13 червня 2017.
11. ↑  «Беркут» для Навального [Архівовано 5 серпня 2019 у Wayback Machine.] (рос.)
12. ↑  Суд виніс вирок колишнім посадовцям часів Януковича. РБК-Украина (укр.). Процитовано 10 листопада 2024.

| українська персоналія | Це незавершена стаття про особу, що має стосунок до України. Ви можете допомогти проєкту, виправивши або дописавши її. |